# Pierre Mailhé
Pour les articles homonymes, voir Mailhé.
Pierre Mailhé, né le 22 octobre 1909 à Mascaras (Hautes-Pyrénées) et mort le 30 novembre 1987 à Toulouse (Haute-Garonne), est un homme politique français.

## Biographie
Fils d'avocat, Pierre Mailhé suit les traces de son père et, après des études secondaires à Tarbes, puis Toulouse, et des études de droit à Paris, s'inscrit au barreau de Tarbes en 1933.
Adhérent du Parti radical depuis 1932, il en devient rapidement le président départemental. En 1936, il est élu conseiller général des Hautes-Pyrénées, dans le canton de Tarbes-Nord.
Mobilisé au début de la seconde guerre mondiale, il participe ensuite à la résistance, et est arrêté par les Allemands, puis déporté à Rawa-Ruska, où les conditions de détentions sont particulièrement difficiles. Il parvient cependant à s'évader.
Son action pendant la guerre lui vaut la légion d'honneur, la croix de guerre, la médaille de la résistance et la médaille des évadés.
Après la guerre, il renoue avec la politique. S'il ne parvient pas à se faire élire aux assemblées constituantes de 1945 et 1946, il entre au conseil municipal de Tarbes en 1947, et retrouve le Conseil général en 1949.
Candidat en deuxième position sur la liste de René Billères en 1951, il bénéficie du large apparentement des listes de la « troisième force » et est élu député.
L'année suivante, il est élu maire de Rabastens-de-Bigorre et, en 1956, de nouveau second de liste du RGR, il conserve son siège de député.
Questeur de l'Assemblée, il n'intervient que peu dans les débats. A la fin de la Quatrième République, il soutient le retour de Charles de Gaulle au pouvoir, ce qui ne l'empêche pas de perdre son siège de député lors des législatives de 1958. L'année suivante, il est suppléant du sénateur Paul Baratgin, qui est réélu.
Tout en poursuivant ses activités d'avocat (il est d'ailleurs bâtonnier du barreau de Tarbes en 1958, et le sera à nouveau de 1972 à 1974), il se consacre à ses mandats locaux.
Il est alors élu vice-président du Conseil général, et est réélu maire de Rabastens en 1959.
En 1961, cependant, il est battu aux cantonales par le candidat communiste.
C'est à la suite du décès, en décembre 1966, de Paul Baratgin, qu'il retrouve un mandat de parlementaire, devenant sénateur.
Opposant mesuré et constructif au pouvoir gaulliste, il est plusieurs fois rapporteur de textes importants au Sénat : en 1968, celui sur la responsabilité civile dans le domaine du nucléaire, en 1971 la réforme des baux commerciaux et, en juillet 1972, à l'occasion d'un débat sur une proposition de loi débattue avec René Chazelle, plaide en faveur de la création d'un délit d'incitation à la discrimination ou à la haine raciale.
En 1974, sachant que sa réélection devenue très difficile du fait de la candidature de René Billères, il décide de ne pas se représenter aux sénatoriales, et abandonne la vie politique.

## Détail des fonctions et des mandats
Mandats parlementaires
- 17 juin 1951 - 1er décembre 1955 : Député des Hautes-Pyrénées
- 2 janvier 1956 - 8 décembre 1958 : Député des Hautes-Pyrénées
- 23 décembre 1966 - 1er octobre 1974 : Sénateur des Hautes-Pyrénées